# 湯島

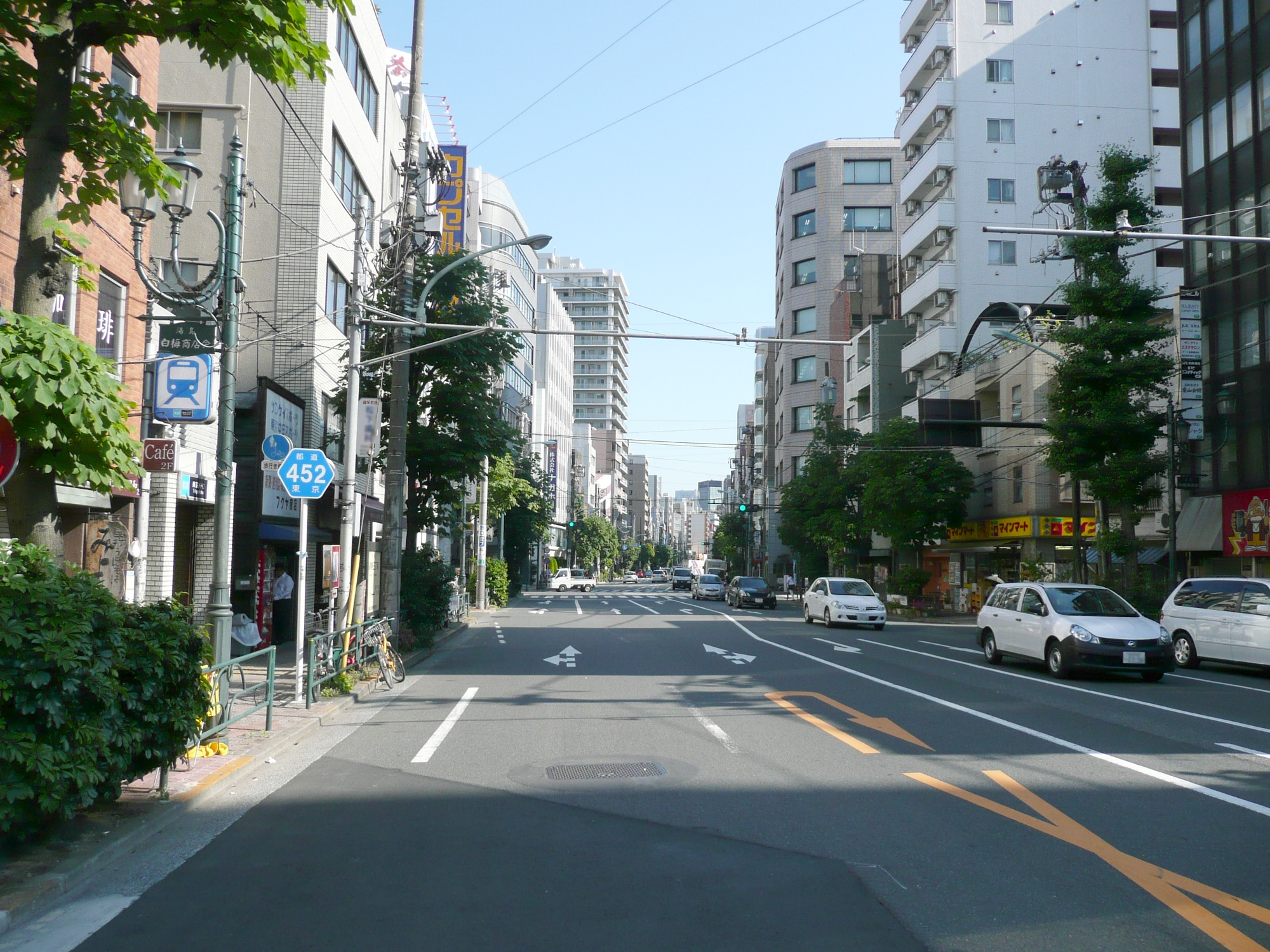
東京都道452號神田白山線（湯島站前）

湯島（日语：／ Yushima */?） 是東京都文京區的町名。現行行政地名為湯島一丁目至湯島四丁目。2013年8月1日為止的居住人口有8,003人。郵遞區號為113-0034。

## 地理
町內有湯島聖堂、湯島天滿宮（通稱湯島天神）、春日局墓所所在的麟祥院、東京醫科牙科大學等設施。東京地下鐵千代田線湯島站在湯島三丁目不忍通下，東京地下鐵丸之內線御茶之水站在湯島一丁目外堀通下。四丁目是以民家為中心的住宅街，一丁目、二丁目以辦公商業大樓為主，湯島天神所在的三丁目公寓大樓眾多。

## 歷史
1965年（昭和40年）4月1日實施住居表示，過去的湯島一丁目至四丁目與五丁目大部分、湯島新花町、湯島切通坂町、湯島兩門町、湯島三組町、湯島梅園町、湯島天神町一丁目～三丁目、湯島同朋町、湯島切通町、妻戀町、龍岡町合併成立新的湯島一丁目至湯島四丁目。湯島五丁目一部分與湯島六丁目全部併入本鄉。

### 地名由來
江戶時代以前，海上所見的本地如同一座島嶼。今日的不忍池曾經與海相通。但是，「湯」的由來眾說紛紜，仍不清楚。

## 備註
1. ↑  『角川日本地名大辞典 13　東京都』、角川書店、1991年（平成3年）再版、P993-994
2. ↑  .   [2013-08-07]. （原始内容存档于2013-05-13）.

## 外部連結
- 文京區官方網站